# Malé Žernoseky
Obec Malé Žernoseky (německy Klein Tschernosek) se nachází v okrese Litoměřice v Ústeckém kraji. Žije v ní 728 obyvatel. Leží na levém břehu Labe, přes obec Lhotka nad Labem navazuje na Lovosice, čímž spoluvytváří Lovosickou aglomeraci. S obcí Velké Žernoseky na pravém břehu je spojuje osobní přívoz.

## Historie
První písemná zmínka o obci pochází ze zakládací listiny litoměřické kapituly sv. Štěpána z let 1056–1057, jinde se uvádí až 1276.

## Obyvatelstvo
|           | 1869 | 1880 | 1890 | 1900 | 1910 | 1921 | 1930  | 1950 | 1961 | 1970 | 1980 | 1991 | 2001 | 2011 |
| --------- | ---- | ---- | ---- | ---- | ---- | ---- | ----- | ---- | ---- | ---- | ---- | ---- | ---- | ---- |
| Obyvatelé | 364  | 355  | 369  | 367  | 390  | 412  | 1 029 | 785  | 850  | 758  | 674  | 600  | 669  | 700  |
| Domy      | 60   | 69   | 75   | 78   | 80   | 87   | 207   | 231  | 225  | 223  | 228  | 245  | 258  | 268  |

## Osobnosti
- Ota Petřina (1949–2015), kytarista a skladatel